# دانکن ادوارد لوئیس
دانکن ادوارد لوئیس (انگلیسی: Duncan Lewis؛ زادهٔ ۳ اوت ۱۹۵۳) نظامی و سیاست‌مدار اهل استرالیا است. وی همچنین برندهٔ جوایزی همچون نشان استرالیا شده‌است.